# Bilo (Kroatië)
Bilo is een plaats in de gemeente Cetingrad in de Kroatische provincie Karlovac. De plaats telt 58 inwoners (2001).